# Philip Lever, 3. Viscount Leverhulme
Philip William Bryce Lever, 3. Viscount Leverhulme KG (* 1. Juli 1915; † 4. Juli 2000) war ein britischer Peer und Politiker (Conservative Party).

## Leben und Karriere
Lever wurde als einziger Sohn von William Lever, 2. Viscount Leverhulme und dessen erster Ehefrau Marion geboren. Er besuchte das Eton College und studierte am  Trinity College der Universität Cambridge. Während des Zweiten Weltkriegs diente er im Mittleren Osten bei der Cheshire Yeomanry. Dort wurde er später ehrenhalber Colonel (Honorary Colonel). 
Nach Kriegsende verwaltete er das Anwesen seines Vaters in Thornton Manor. 1954 kaufte er das Badanloch-Anwesen in Sutherland. 1949 wurde er Lord Lieutenant von Cheshire und blieb dies bis 1990, was ihn zum dienstältesten Lord Lieutenant des Vereinigten Königreichs machte. Dort war er auch Friedensrichter.
Lever besaß Rennpferde und war Vorsitzender (Chairman) des Chester Racecourse, sowie Senior Steward des Jockey Club. Er war Unterstützer des Animal Health Trust, der tierärztlichen Forschungseinrichtung in Lanwades Hall nahe Newmarket. Auch war er von 1980 bis 1993 Kanzler der University of Liverpool.

## Mitgliedschaft im House of Lords
Nach dem Tod seines Vaters im Mai 1949 erbte er dessen Titel und den damals damit verbundenen Sitz im House of Lords. Seine Antrittsrede hielt er 1976, zum Thema Pferderennen; ein Hobby, mit dem er sich sein Leben lang beschäftigte.  
Seine Mitgliedschaft endete durch den House of Lords Act 1999. Für einen der verbleibenden Sitze trat er nicht an.

## Ehrungen
1967 wurde Lever mit dem Ehrendoktortitel eines Doktor der Rechtswissenschaften (LL.D.) von der Liverpool University ausgezeichnet. Er erhielt das Amt des Honorary Air Commodore der 663 Air Observation Post Squadron der Royal Auxiliary Air Force. Auch war er Träger der Territorial Decoration (T.D.).
Lever war Knight des Order of Saint John (K.St.J.). 1988 wurde er zum Knight Companion des Hosenbandordens ernannt.

## Familie
Am 1. Juli 1937 heiratete Lever Margaret Ann Moon († 1973). Sie haben drei gemeinsame Töchter:
- Hon. Susan Elizabeth Moon (* 1938), ⚭ (Hercules) Michael Pakenham.
- Hon. Victoria Marion Ann (* 1945), ⚭ (1) Richard Carew Pole, ⚭ (2) Gordon Apsion, ⚭ (3) Peter Tower.
- Hon. (Margaret) Jane (* 1947), ⚭ Algernon Heber-Percy.

Da Lever der letzte männliche Nachfahre des 1. Viscounts war und ohne Erben verstarb, erloschen seine Adelstitel mit seinem Tod.